# Boomania
Boomania è il primo album del cantautrice britannica Betty Boo, pubblicato il 10 settembre 1990.

## Descrizione
L'album, pubblicato dalla Rhythm King nel Regno Unito e dalla Sire negli Stati Uniti, è disponibile nei formati LP, musicassetta e CD. L'interprete è autrice completa di 4 brani e partecipa alla composizione degli altri.
Dal disco sono tratti i singoli Hey DJ/I Can't Dance (to That Music You're Playing), Doin' the Do, Where Are You Baby? e 24 Hours.

## Tracce
1. Where Are You Baby?
2. Hey DJ/I Can't Dance (to That Music You're Playing)
3. Boo Is Booming
4. Boo's Boogie
5. 24 Hours
6. Valentine's Day
7. Doin' the Do (King John 7" Mix)
8. ('Til My Last Breath) Doin' It to Def
9. Don't Know What to Do
10. Shame
11. Mumbo Jumbo
12. Leave Me Alone
13. Doin' the Do (7" Radio Mix)
14. Where Are You Baby? (King John Mix)

Le ultime due tracce non sono presenti nel formato LP.